# Naro-Bagane
Naro-Bagane est une localité du département de Guéguéré, dans la province d’Ioba (région du Sud-Ouest) au Burkina Faso. En 2006, cette localité comptait 532 habitants dont 55% de femmes.